# Pădurea (okręg Marusza)
Pădurea – wieś w Rumunii, w okręgu Marusza, w gminie Șăulia. W 2011 roku liczyła 107 mieszkańców.